# Malin Dalbjer
Malin Dalbjer, född 7 oktober 1984, är en svensk innebandyspelare, forward. Spelar sedan 2005 med IBF Falun, spelade tidigare med Högdalens AIS. Dalbjer spelar också i landslaget och var med och vann VM-guld vid innebandy-VM 2009.